# Chinnandectes neenan
Chinnandectes neenan är en insektsart som beskrevs av Rentz, D.C.F. 1985. Chinnandectes neenan ingår i släktet Chinnandectes och familjen vårtbitare. Inga underarter finns listade i Catalogue of Life.